# Краківський зоопарк
Краківський зоопарк (пол. Ogród Zoologiczny) — зоопарк, що знаходиться в Кракові на пагорбі Пустельник на території Вольського лісу. Зоопарк є членом Європейської асоціації зоопарків та акваріумів.

## Історія

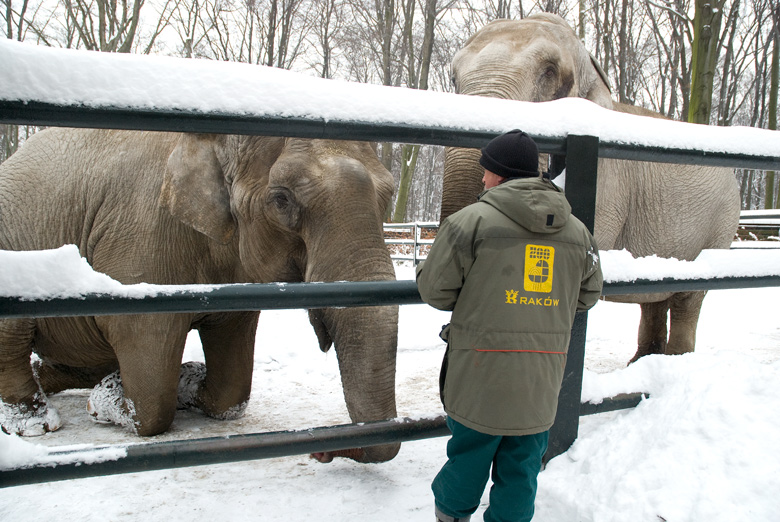
Слони Краківського зоопарку взимку

В середні віки в краківському Вавелі був звіринець, в якому знаходилися різні мавпоподібні, леви, верблюди, леопарди і гризуни різних видів. Коли польський король Сигізмунд III переніс польську столицю до Варшави, Вавельський прийшов в занепад. З XVIII по кінець XIX століття в Кракові перебували кілька самостійних звіринців. На початку XX століття активісти Краківського відділення Товариства Природи імені Миколи Коперника Вінценти Вобер, Казимеж Масланкевіч, Леон Гольцер і Кароль Лукашевич виступили з ініціативою заснування нового зоопарку в Вольському лісі, поруч з монастирем Камедулів в Білянах.

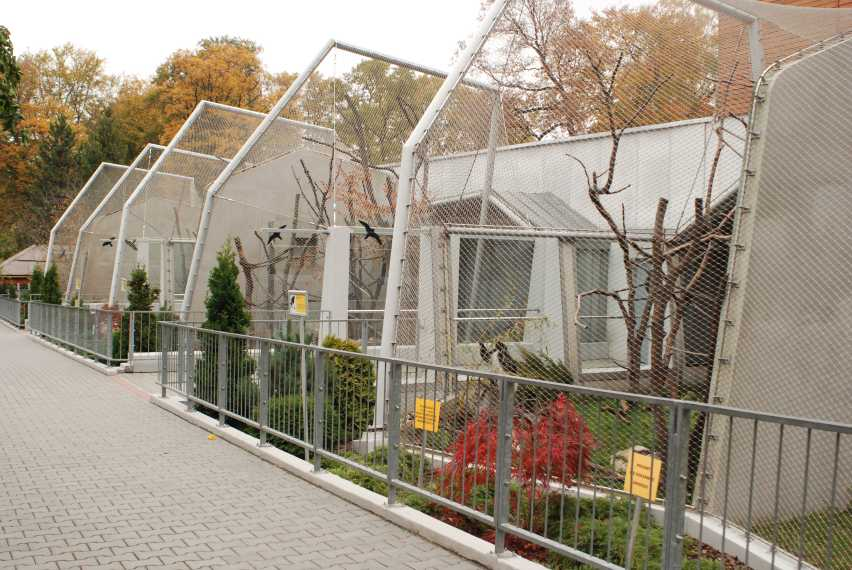
Загорожі для мавп у Краківському зоопарку

Новий зоопарк був урочисто відкритий 6 липня 1929 в присутності польського президента Ігнаци Мосціцького. На день відкриття краківського зоопарку в ньому знаходилося 94 ссавців, 98 птахів і 12 плазунів .
Нині представлені близько 1.500 тварин 260 видів. Площа зоопарку становить 17 га. Щорічно зоопарк відвідує близько 300 тисяч людей .
Зоопарк знаходиться в 8 км від центру Кракова. Проїзд здійснюється автобусом № 134 від колишнього готелю «Краковія».

## Зображення

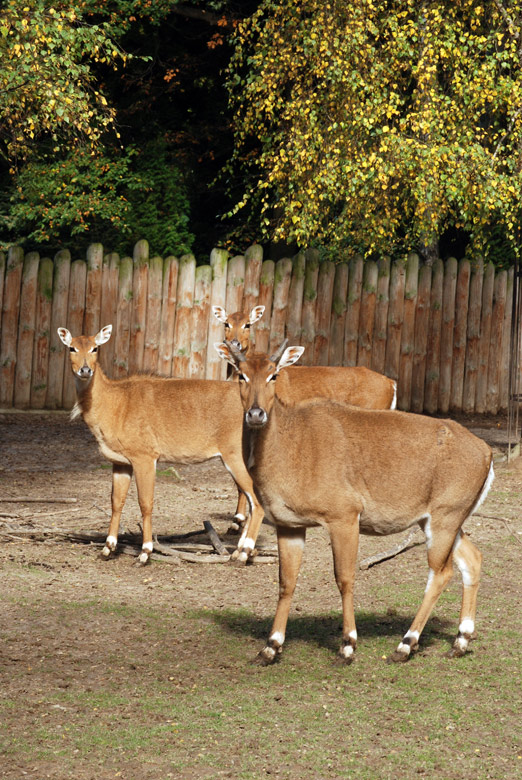
Антилопи Краківського зоопарку
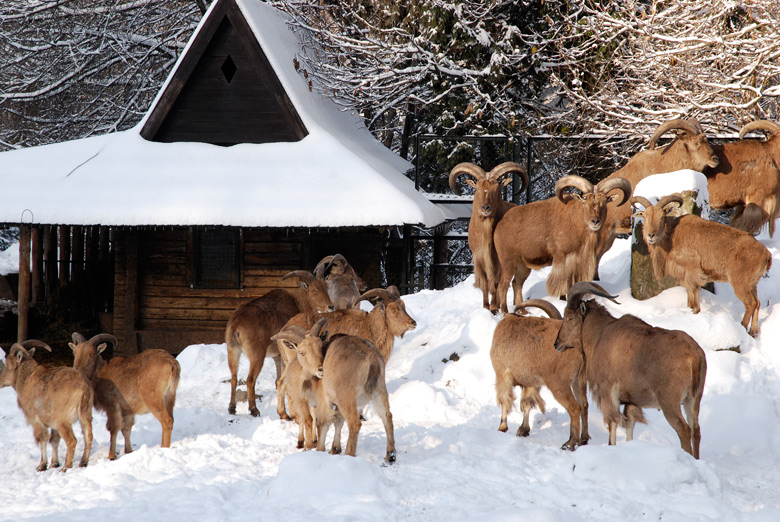
Аури Краківського зоопарку
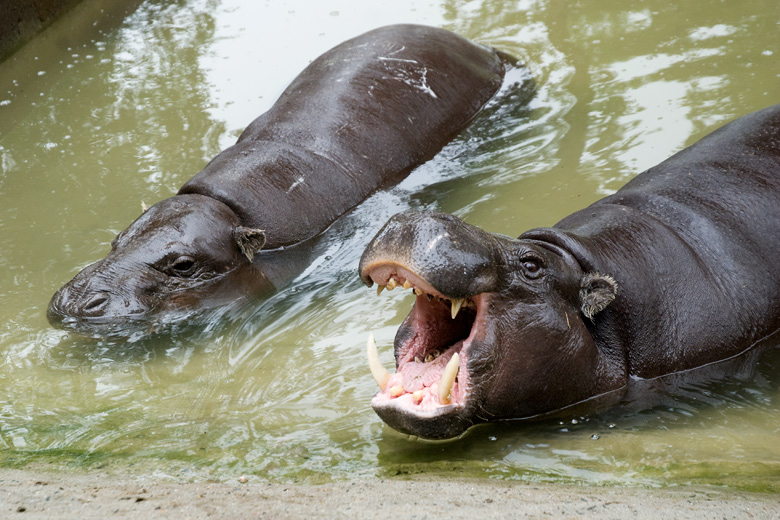
Бегемоти Краківського зоопарку
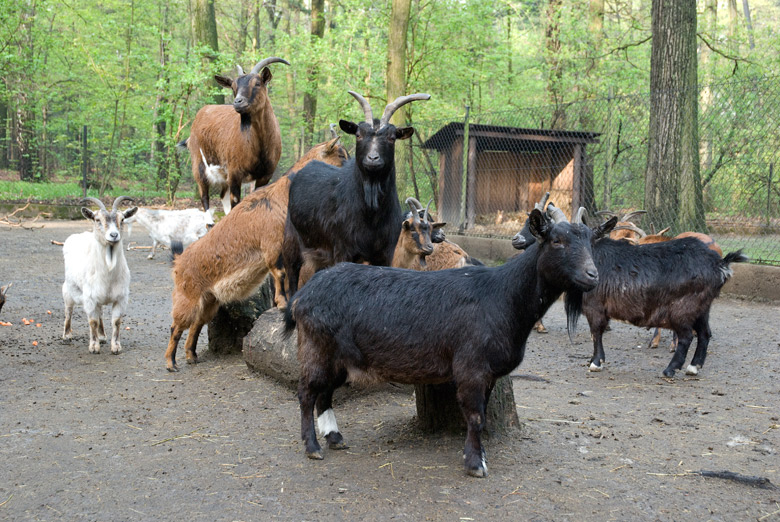
Тварини Краківського зоопарку
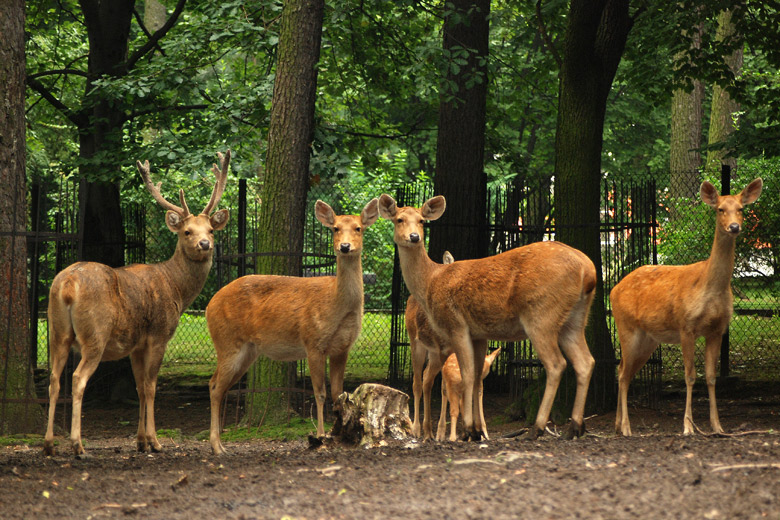
Олені Краківського зоопарку
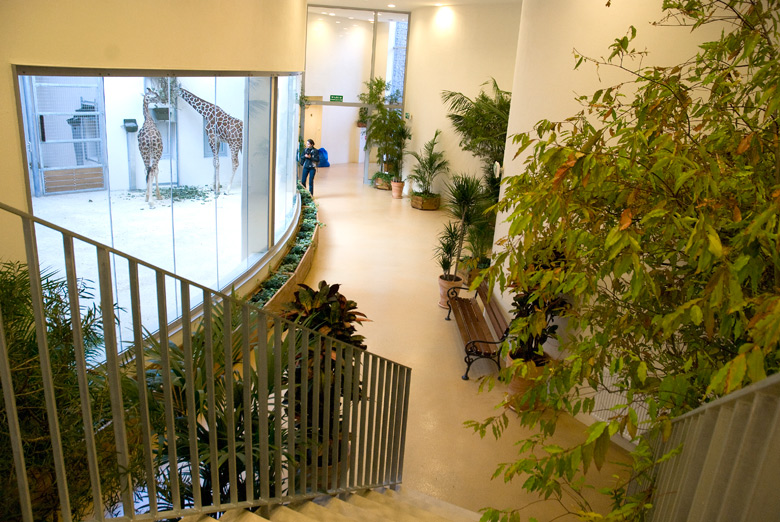
Павільйон для  жирафів
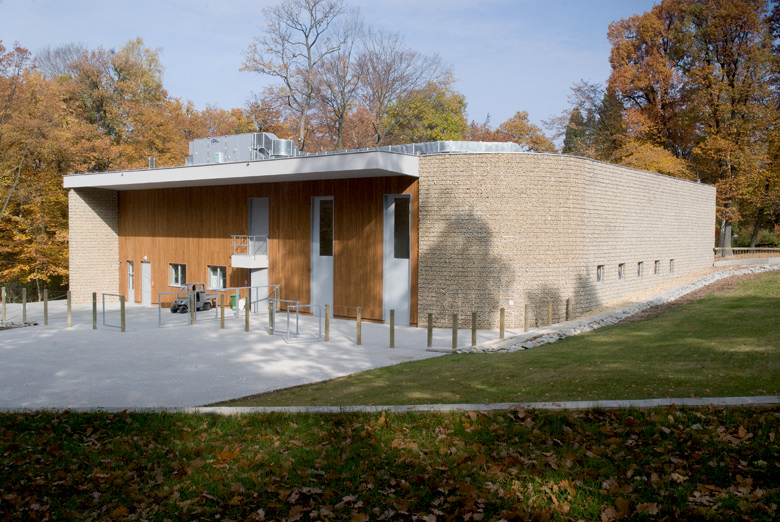
Павільйон для жирафів Краківського зоопарку
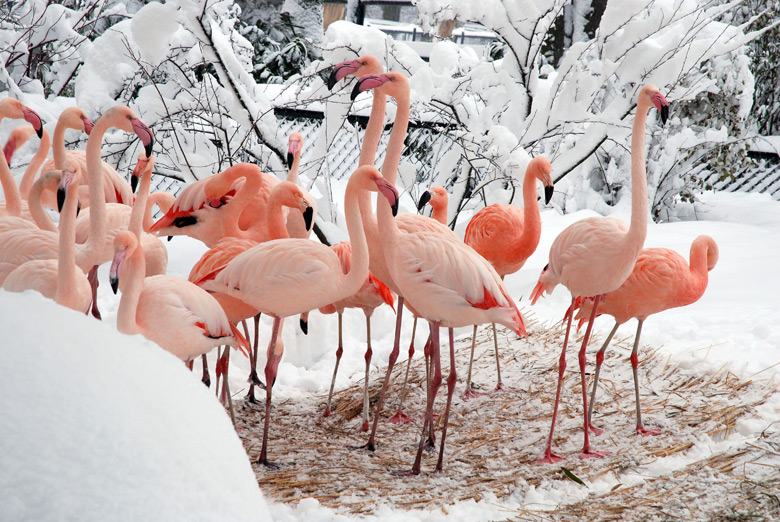
Фламінго Краківського зоопарку
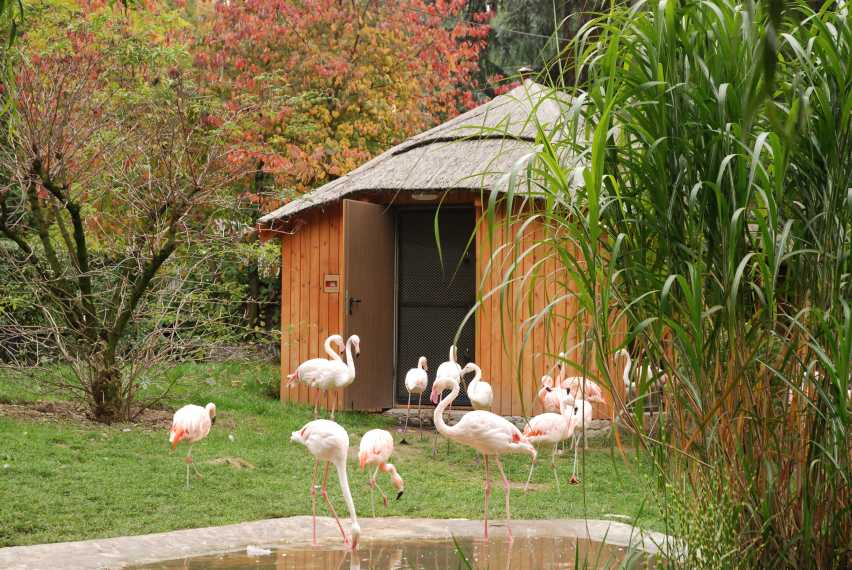
Павільйон фламінго
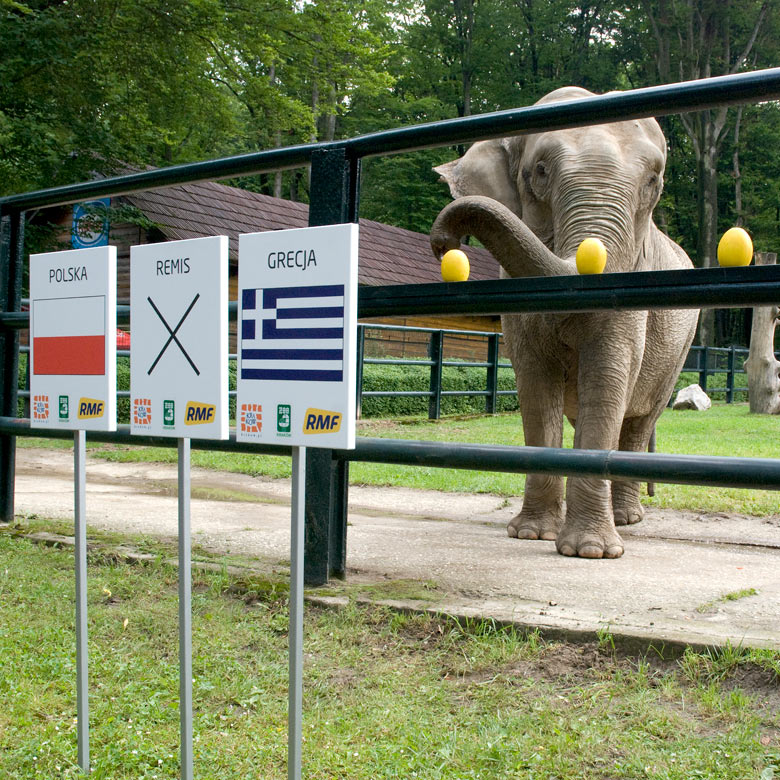
Слон Краківського зоопарку